# Klangfarbe
Die Klangfarbe (auch das Timbre) ist in der Musik einer der Parameter des einzelnen Tons. Sie wird bestimmt durch dessen Klangspektrum, also das spezifische Gemisch aus Grund- oder 1. Partialton, Obertönen und Rauschanteilen sowie durch den zeitlichen Verlauf dieses Spektrums, die Lautstärke und weitere Parameter.

## Tonzusammensetzung bzw. Klangzusammensetzung
Die Tonzusammensetzung von annähernd periodischen Schwingungen kann mit Hilfe der Kurzzeit-Fourier-Transformation (STFT) analysiert werden. Je nach Einstellung des STFT-Analysators werden relativ genaue Aussagen über die Teiltöne oder die Dauer der Teilbestandteile des Klanges gegeben. Die Teiltöne und Hüllkurve (Formanten) bestimmen bei vielen musikalischen Instrumenten die charakteristische Ton- bzw. Klangfarbe. Dies ist ein Grund, warum verschiedene Instrumente bei gleicher Tonhöhe des wahrgenommenen Grundtons unterschiedlich klingen.
Bei mechanischen Musikinstrumenten und der menschlichen (Sing-)Stimme sind neben dem Grundton immer auch Obertöne vorhanden. Reine Sinusschwingungen mit der Frequenz des Grundtons lassen sich nur elektronisch erzeugen, etwa mit einem Synthesizer. In diesen Hinsichten ist besonders auch die jeweilige Resonanz eines Klangs zu berücksichtigen.
Es gibt auch musikalisch genutzte Klänge, die komplexere Zusammensetzungen aufweisen.
- Glockenklänge lassen sich schwer mit einfachen Tonverhältnissen beschreiben. Generell führt starke Inharmonizität zu einem eher metallischen Klang.
- Trommeltöne sind ein Gemisch aus Tönen und Rauschsignalen.
- Selbst schmalbandiges Rauschen lässt sich als musikalische Klangfarbe nutzen (Windheulen).
- Bei vielen musikalischen Klängen sind zudem Rauschanteile prägend für die Klangfarbe (z. B. Anblasgeräusche bei Blasinstrumenten und Orgelpfeifen).

## Einschwingverhalten
Entscheidend für die Klangfarbe ist besonders das Einschwingverhalten, also der zeitliche Verlauf des Spektrums und der Lautstärke in den ersten Sekundenbruchteilen eines Tons. Werden diese ersten Zehntelsekunden ausgeblendet, lassen sich einige Instrumente nur noch schwer identifizieren.

## Formanten
Wesentlich für den Klangcharakter eines Musikinstruments sind die Formanten, die unabhängig von der gespielten Tonhöhe sind und die im Wesentlichen von der Bauform des Instruments abhängen. Als Formanten werden charakteristische Minima und Maxima im Obertonspektrum einer akustischen Schwingung bezeichnet.
Das wahrgenommene und messbare Klangbild von Sprachlauten wird ursächlich von Formanten bestimmt: Deren jeweils spezifische Lage ermöglicht die akustische Unterscheidung der Vokale a, e, i, o, u (siehe auch: Vokaldreieck).

## Spieltechnik
Neben der Beschaffenheit des Tonerzeugers (z. B. Instrument, Singstimme) bestimmt auch die Art der Anregung (Stimulierung, Spieltechnik) die Klangfarbe eines Tons. Dies spielt im Jazz und anderen zeitgenössischen Musikstilen (Popmusik) eine wichtige Rolle, in denen oft ein bestimmter Musiker rein übers Ohr an seinem „Ton“ erkannt werden kann.

## Hören
Die Klangfarbe, das heißt die vorhandenen Frequenzanteile und deren zeitliches Verhalten, ermöglicht es, dass wir auf unterschiedlichen Instrumenten hervorgebrachte Töne, aber auch auf demselben Instrument unterschiedlich hervorgebrachte Töne nach Gehör unterscheiden können.

## Klangfarbendynamik
Dynamische Änderungen haben Klangfarbenänderungen – also spektrale Änderungen – zur Folge.
Beispiele: verstärktes Anblasen, verschiedenes Streichen usw.
Musikinstrumente klingen im Piano anders als im Forte. Die Formanten sind dabei verschieden. Dies wird mit Klangfarbendynamik, insbesondere der Spektraldynamik, ergänzend zu den Amplitudenrelationen bezeichnet.
Wird mit Kompressoren die Lautstärke stark erhöht, so bleibt die Klangfarbendynamik erhalten und hörbar.